# NWSL Shield
El NWSL Shield (en español: Escudo de la NWSL) es un premio anual dado al equipo de la National Women's Soccer League (NWSL) mejor posicionado al terminar la fase regular de una temporada. El galardón se ha otorgado anualmente desde 2013, y es reconocido como un trofeo importante por la liga.

## Historia
Cuando la NWSL inició en 2013, su formato se creó tomando como modelo a otras ligas norteamericanas contemporáneas. Después de la temporada regular se disputaban las eliminatorias con los cuatro equipos mejor posicionados luchando por un sitio en el partido final del campeonato. El club con mejor puntaje en la temporada regular obtenía el NWSL Shield y la llave superior en las eliminatorias.

### Sistema de puntos y desempates
Desde la temporada inaugural en 2013, el sistema de puntaje en la NWSL es el mismo que el estándar internacional: tres puntos por una victoria, un punto por un empate y cero puntos por una derrota. En el caso de finalizar la temporada regular dos o más equipos con la misma cantidad de puntos, se aplicarán las siguientes reglas de desempate a todos los equipos empatados:
1. El equipo que más puntos haya obtenido tomando en cuenta solo los partidos jugados contra los demás equipos empatados.
2. Diferencia de goles: goles a favor menos goles en contra durante la temporada.
3. Goles a favor: goles totales convertidos durante la temporada.
4. El equipo con más puntos obtenidos de visitante tomando en cuenta solo los partidos jugados contra los demás equipos empatados.
5. Diferencia de goles en partidos de visitante.
6. Goles a favor en partidos de visitante.
7. Lanzamiento de moneda.

Todas las reglas de desempate que toman en cuenta la cantidad de goles (reglas 2, 3, 5 y 6) deben incluir todos los juegos de la temporada regular, no solo los juegos disputados contra los otros equipos empatados (como las reglas 1 y 4).

## Ganadores
| Año  | Ganador                               | PJ                                    | G                                     | E                                     | P                                     | Puntos / PPP                          | Resultado en eliminatorias                            | Número                                |
| ---- | ------------------------------------- | ------------------------------------- | ------------------------------------- | ------------------------------------- | ------------------------------------- | ------------------------------------- | ----------------------------------------------------- | ------------------------------------- |
| 2013 | Western New York Flash                | 22                                    | 10                                    | 8                                     | 4                                     | 38 / 1.73                             | Perdió la final (contra Portland Thorns FC)           | 1                                     |
| 2014 | Seattle Reign FC                      | 24                                    | 16                                    | 6                                     | 2                                     | 54 / 2.25                             | Perdió la final (contra FC Kansas City)               | 1                                     |
| 2015 | Seattle Reign FC                      | 20                                    | 13                                    | 4                                     | 3                                     | 43 / 2.15                             | Perdió la final (contra FC Kansas City)               | 2                                     |
| 2016 | Portland Thorns FC                    | 20                                    | 12                                    | 5                                     | 3                                     | 41 / 2.05                             | Perdió en semifinales (contra Western New York Flash) | 1                                     |
| 2017 | North Carolina Courage                | 24                                    | 16                                    | 1                                     | 7                                     | 49 / 2.04                             | Perdió la final (contra Portland Thorns FC)           | 1                                     |
| 2018 | North Carolina Courage                | 24                                    | 17                                    | 6                                     | 1                                     | 57 / 2.38                             | Ganó la final (contra Portland Thorns FC)             | 2                                     |
| 2019 | North Carolina Courage                | 24                                    | 15                                    | 4                                     | 5                                     | 49 / 2.04                             | Ganó la final (contra Chicago Red Stars)              | 3                                     |
| 2020 | Cancelado por la pandemia de COVID-19 | Cancelado por la pandemia de COVID-19 | Cancelado por la pandemia de COVID-19 | Cancelado por la pandemia de COVID-19 | Cancelado por la pandemia de COVID-19 | Cancelado por la pandemia de COVID-19 | Cancelado por la pandemia de COVID-19                 | Cancelado por la pandemia de COVID-19 |
| 2021 | Portland Thorns FC                    | 24                                    | 13                                    | 5                                     | 6                                     | 44 / 1.83                             | Perdió en semifinales (contra Chicago Red Stars)      | 2                                     |
| 2022 | Kansas City Current                   | 22                                    | 11                                    | 7                                     | 4                                     | 40 / 1.82                             | Perdió en semifinales (contra Kansas City Current)    | 3                                     |
| 2023 | San Diego Wave FC                     | 22                                    | 11                                    | 7                                     | 4                                     | 37 / 1.68                             | Perdió en semifinales (contra OL Reign)               | 1                                     |
| 2024 | Orlando Pride                         | 26                                    | 18                                    | 2                                     | 6                                     | 60 / 2.31                             | Ganó la final (vs Washington Spirit)                  | 1                                     |

      El equipo ganó también la final del campeonato.

## Estadísticas

### Ganadores
En cursiva equipos desaparecidos.
| Equipo                 | Ganados | Años             |
| ---------------------- | ------- | ---------------- |
| OL Reign               | 3       | 2014, 2015, 2022 |
| North Carolina Courage | 3       | 2017, 2018, 2019 |
| Portland Thorns FC     | 2       | 2016, 2021       |
| Western New York Flash | 1       | 2013             |
| San Diego Wave FC      | 1       | 2023             |
| Orlando Pride          | 1       | 2024             |